# Schwalmtal, Viersen
Schwalmtal là một đô thị ở huyện Viersen, trong Nordrhein-Westfalen, Đức. Đô thị này được đặt tên theo sông Schwalm chảy qua khu vực này. Schwalmtal tọa lạc khoảng 12 km về phía tây của Mönchengladbach.